# チューナー

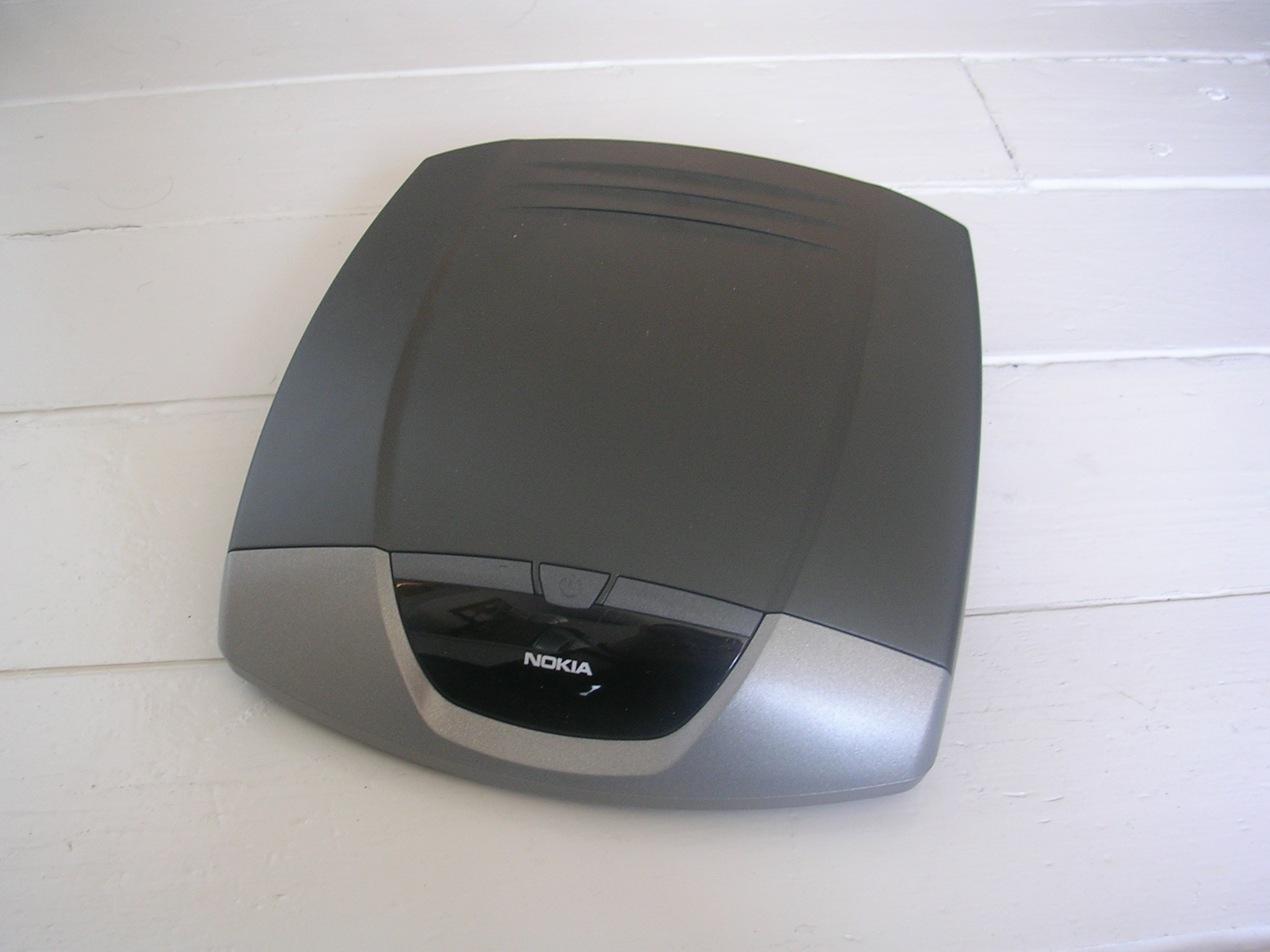
外付けのデジタルテレビ用チューナー。ノキア製

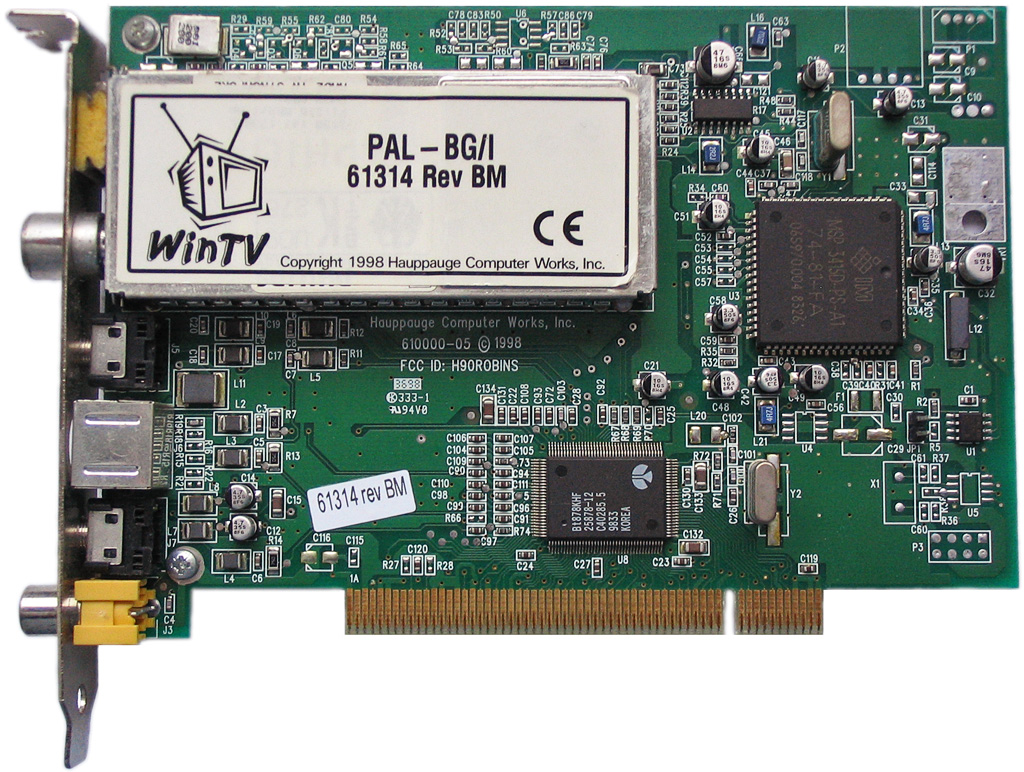
パソコンに接続する形式のTVチューナー（写真はPC/AT互換機用内蔵型（外付け型もある））。

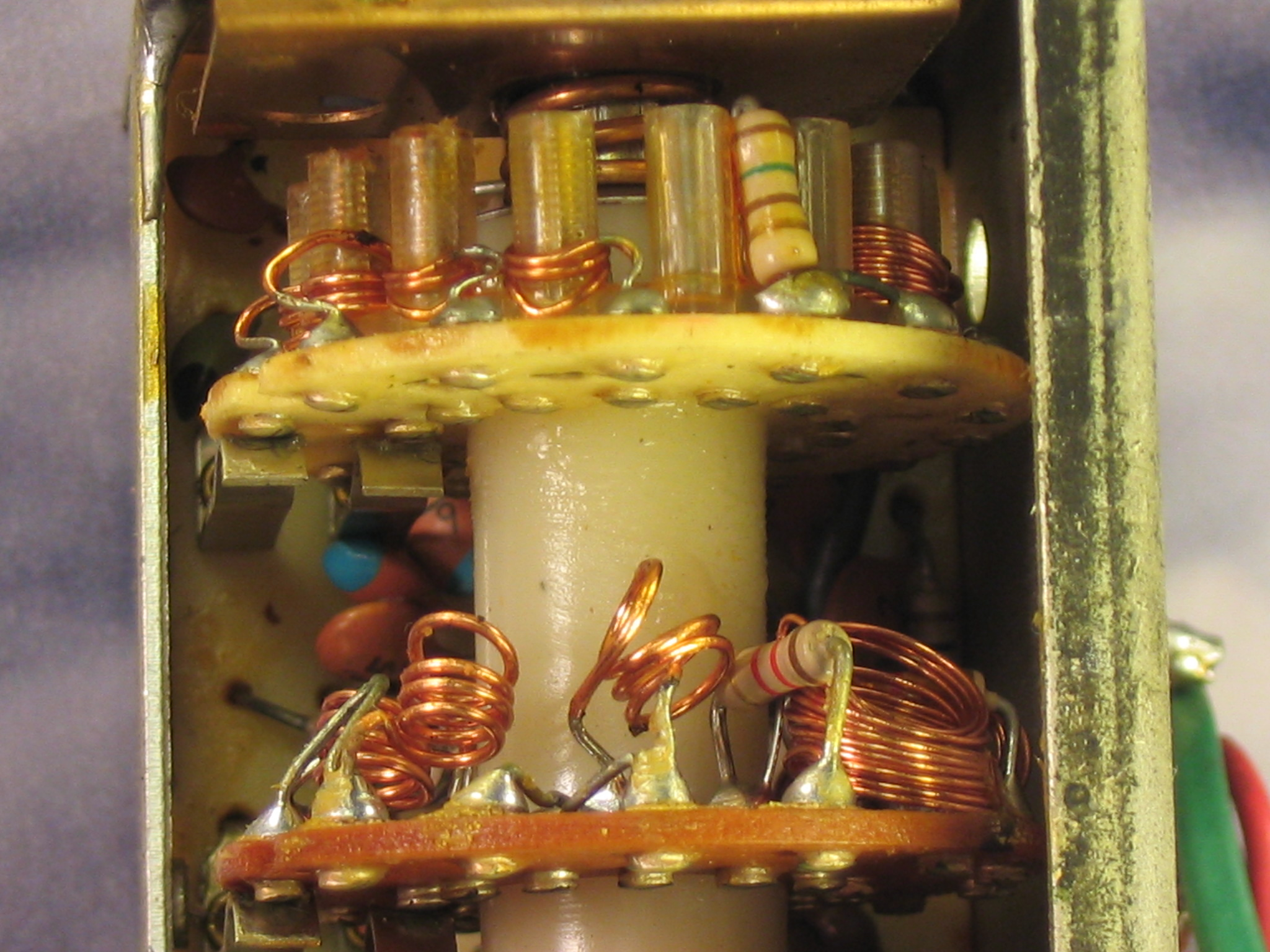
UHFチューナー。

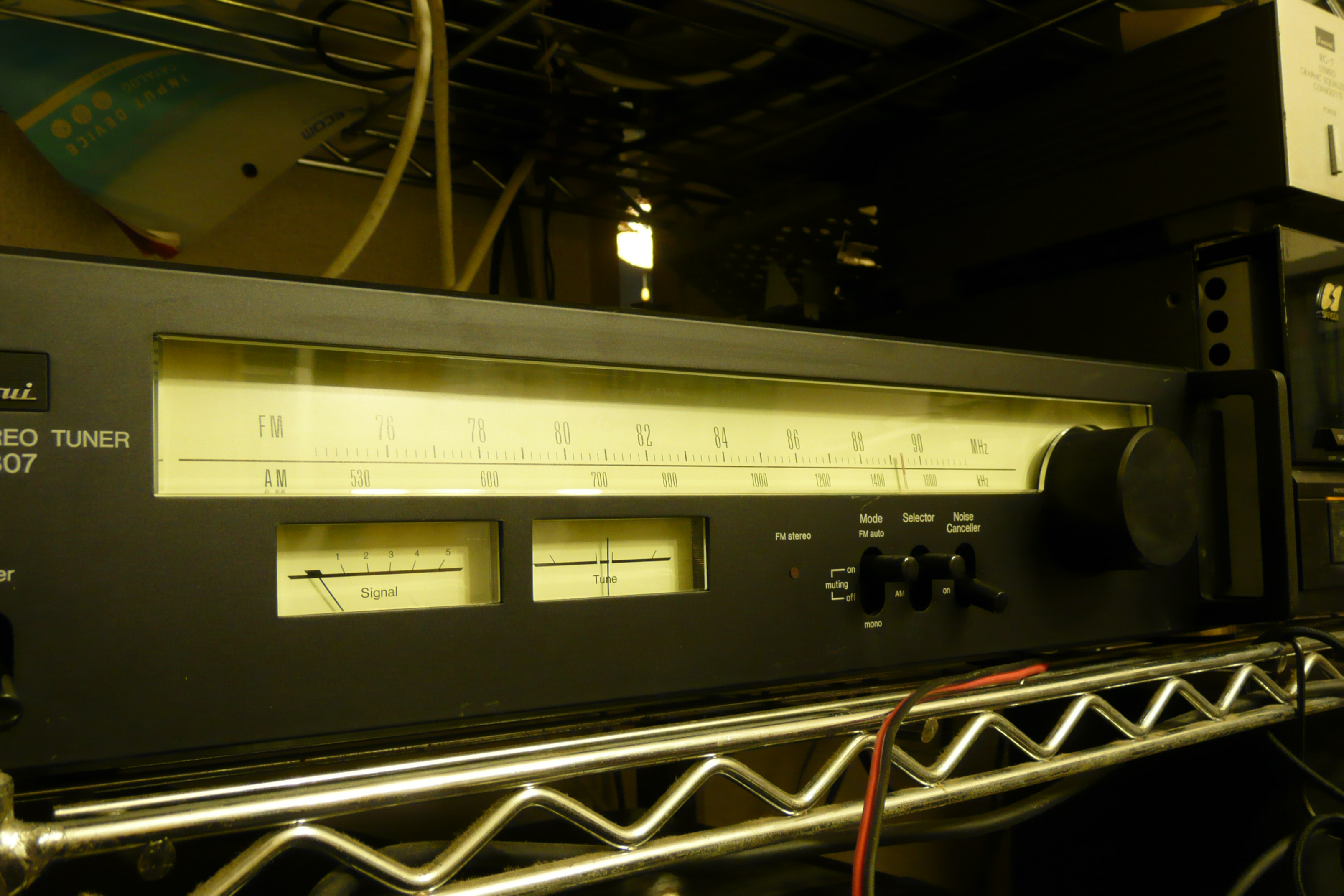
セパレートタイプのラジオ受信機の一例。別途アンテナを用意し、アンプを通してスピーカーから音を鳴らすために接続する必要がある。

チューナー（tuner）とは、テレビ放送やラジオ放送の信号から映像や音声を抽出する装置である。

## 概要
多くの場合、チューナーはアンテナと接続する必要がある。
テレビ受像機及びラジオ受信機にはチューナーが内蔵されているため、別途チューナーを用意しなくても支障はない場合も多い。しかし、テレビ放送には周波数帯や放送方式の異なる複数の規格があり、受信したい放送方式に内蔵チューナーが対応していない場合は、別途チューナーが必要になる。
テレビによっては、チューナーを複数台内蔵しているものがある。この場合、機種にもよるが2つ以上の番組を同時に視聴することや、テレビを介した裏番組録画や複数番組同時録画が可能となる。
コンポーネントステレオにおいては、パワーアンプとスピーカーを持たず、別のアンプに音声信号を送るコンポーネントをチューナーという（パワーアンプを内蔵したものはレシーバーと呼ばれる）。

## チューナーを内蔵している機器
- テレビ受像機
- ラジオ受信機
- レコーダー
- 受信機（無線通信）
- セットトップボックス